# Denhamia oleaster
Denhamia oleaster är en benvedsväxtart som först beskrevs av John Lindley, och fick sitt nu gällande namn av F. Müll. Denhamia oleaster ingår i släktet Denhamia och familjen Celastraceae. Inga underarter finns listade.

## Bildgalleri

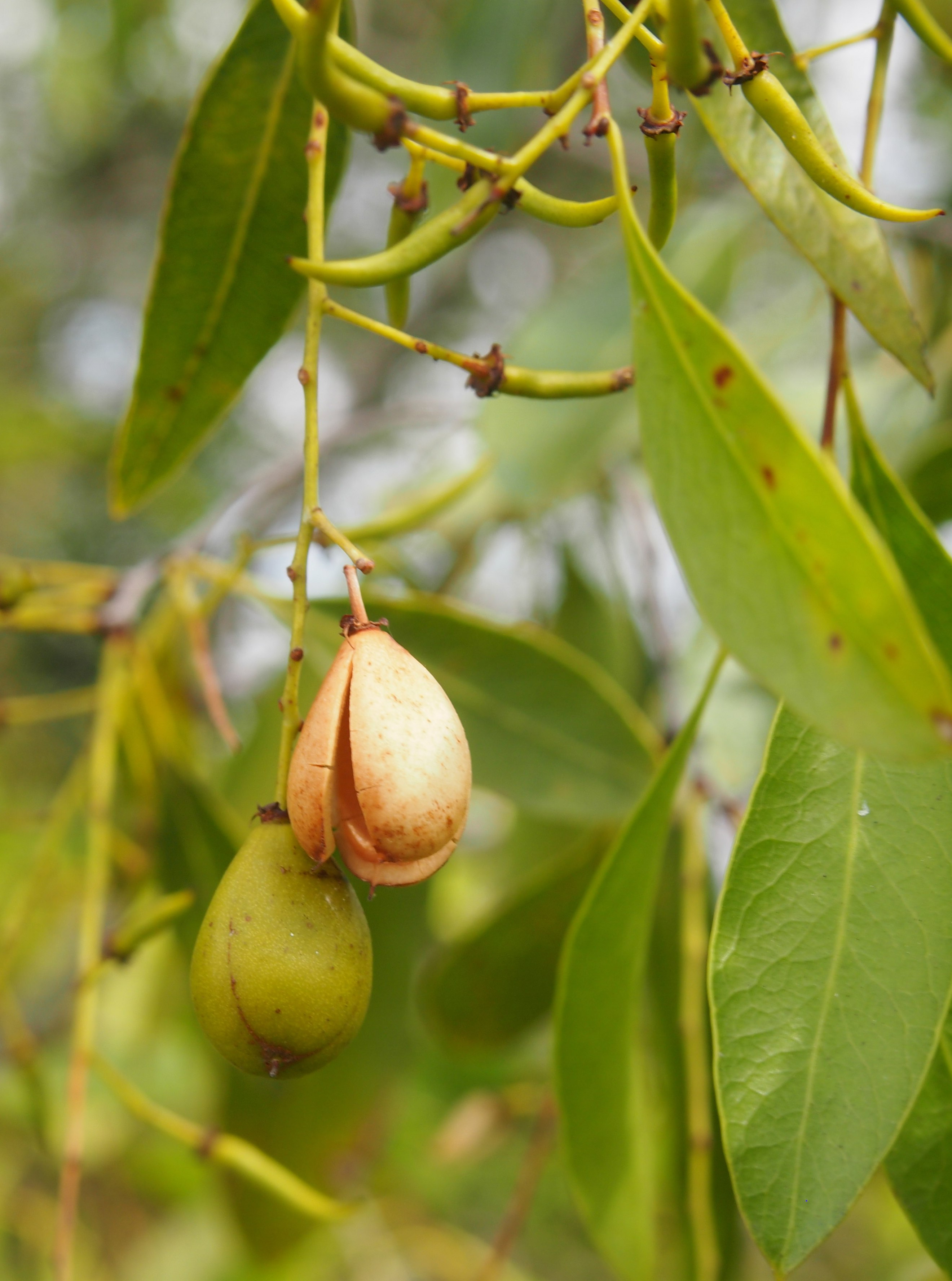